# Pigarg de Madagascar
El pigarg de Madagascar (Haliaeetus vociferoides) és un ocell rapinyaire de la família dels accipítrids (Accipitridae). Habita la costa occidental de Madagascar. El seu estat de conservació es considera en perill crític d'extinció.